# Krattelsjön
Krattelsjön är en sjö i Härjedalens kommun i Härjedalen och ingår i Göta älvs huvudavrinningsområde. Sjön har en area på 0,381 kvadratkilometer och ligger 772,2 meter över havet. Krattelsjön ligger i Rogen Natura 2000-område.

## Delavrinningsområde
Krattelsjön ingår i det delavrinningsområde (691949-132471) som SMHI kallar för Utloppet av Krattelsjön. Medelhöjden är 775 meter över havet och ytan är 0,82 kvadratkilometer. Räknas de 8 avrinningsområdena uppströms in blir den ackumulerade arean 12,6 kvadratkilometer. Vattendraget som avvattnar avrinningsområdet har biflödesordning 2, vilket innebär att vattnet flödar genom totalt 2 vattendrag innan det når havet efter 721 kilometer. Avrinningsområdet består mestadels av skog (53 procent). Avrinningsområdet har 0,38 kvadratkilometer vattenytor vilket ger det en sjöprocent på 46,7 procent.